# L'Asperge
L'Asperge  est une peinture à l'huile sur toile réalisée par Édouard Manet en 1880, signé, en haut à droite de la toile, « M ». Elle est actuellement conservée au Musée d'Orsay. 

## Description
Le tableau, de très petites dimensions (165 × 215 mm, ou 169 × 219 mm), représente, cadrée de très près, une unique asperge posée de travers sur une table, la pointe violette vers gauche, la queue dépassant du rebord. Au premier plan, le légume occupe toute la largeur du cadre, dans la moitié inférieure de la composition. Le rebord de la table forme une oblique montant du bas du cadre à gauche vers la droite ; le bois de la table, sous le plateau, dessine un triangle marron coupant l'angle inférieur droit. L'arrière-plan représente le plateau blanc veiné de gris bleuté, vraisemblablement de marbre.

## Historique

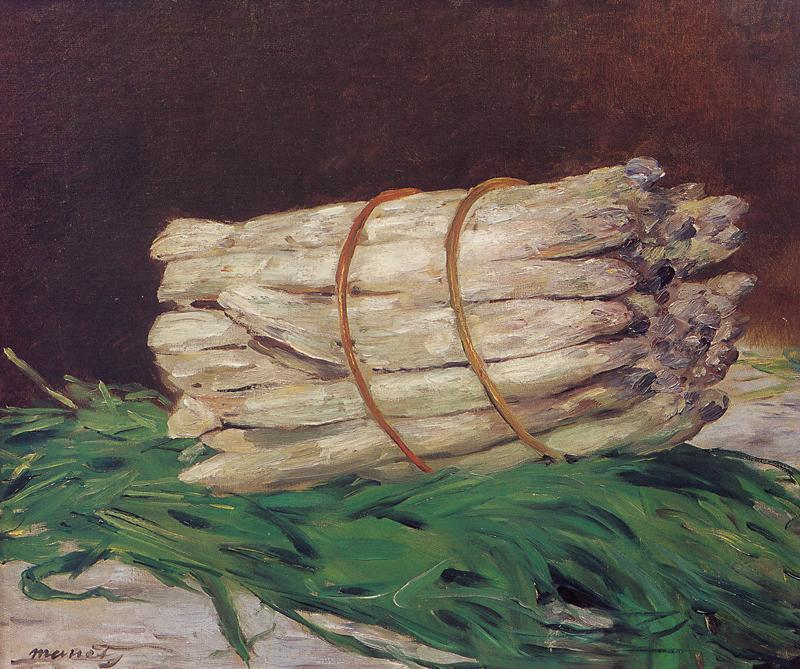
Une botte d'asperges, 1880,, musée Wallraf Richartz, Cologne.

Le collectionneur d'art Charles Ephrussi avait commandé en 1880 à Édouard Manet une nature morte représentant une botte d'asperges — Une botte d'asperges —, pour la somme de 800 francs. À la réception de l’œuvre, il lui en donne 1 000. Manet décide alors d'offrir un nouveau tableau, de plus petites dimensions, à son généreux commanditaire, qu'il lui envoie accompagné du billet suivant : « Il en manquait une à votre botte. »

## Analyse

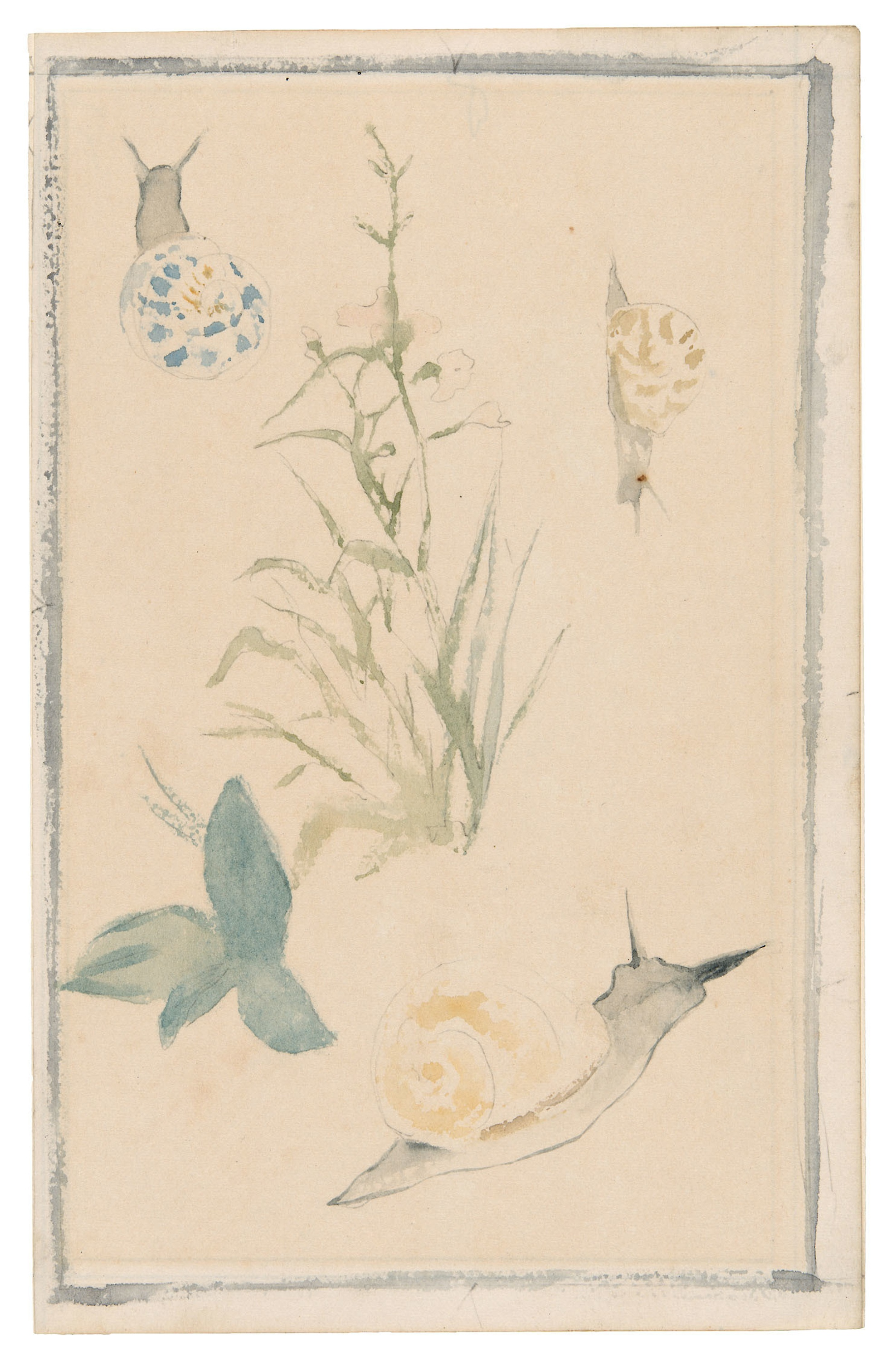
Croquis d’escargots, plante à fleurs, 1864-68

L'asperge a particulièrement occupé Manet au cours des mois d'avril-mai 1880, période de sa cueillette et de sa consommation. La démocratisation issue des cultures intensives ont fini par rattraper ce qui fut longtemps un mets de luxe à la cour des rois de France. Chez l'artiste, tout est social, même l'insignifiant, et tout est personnel. Manet avait déjà produit une aquarelle très japonisante, montrant un escargot rampant au pied d'asperges encore en terre. Le peintre souffrait déjà d'ataxie locomotrice, et projette de lui-même dans cette lenteur, fragile mais curieuse. La botte qu'il peint pour Charles Ephrussi est promesse de plaisir, peut-être de santé reconquise. Il fait vibrer une subtile alliance de blanc, de jaune et de pourpre entre le fond sombre et le lit de feuilles. Manet savait Ephrussi, homme de l'art, capable de savourer le raffinement dans les simples produits ou dons de la nature.

## Exposition
Les deux tableaux sont exposés dans le cadre de l'exposition Les Choses. Une histoire de la nature morte au musée du Louvre du 12 octobre 2022 au 23 janvier 2023, parmi les œuvres de l'espace nommé « La vie simple ».
L'Asperge est présente dans l'exposition L'Argent dans l'Art organisée par la Monnaie de Paris du 30 Mars au 24 Septembre 2023 pour rappeler l'anecdote de son achat. 